# میتسوبیشی توپو
میتسوبیشی توپو (Mitsubishi Toppo) خودرویی است که از سال ۱۹۹۰ تا ۲۰۰۴ و بار دیگر از سال ۲۰۰۸ تاکنون توسط شرکت میتسوبیشی موتورز تولید شده‌است.
این خودرو در کلاس خودرو کی قرار گرفته، طراحی آن در برخی مدل ها موتور جلو، خودرو محور جلو و در برخی مدل های دیگرخودرو چهار چرخ محرک بوده است.
موتور آن ۶۵۷ سی‌سی و ۳ سیلندر دارد. سیستم جعبه‌دندهٔ آن ۵ دنده به دو صورت خودکار و دستی است.

## نگارخانه

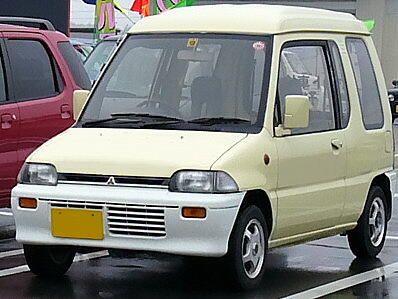
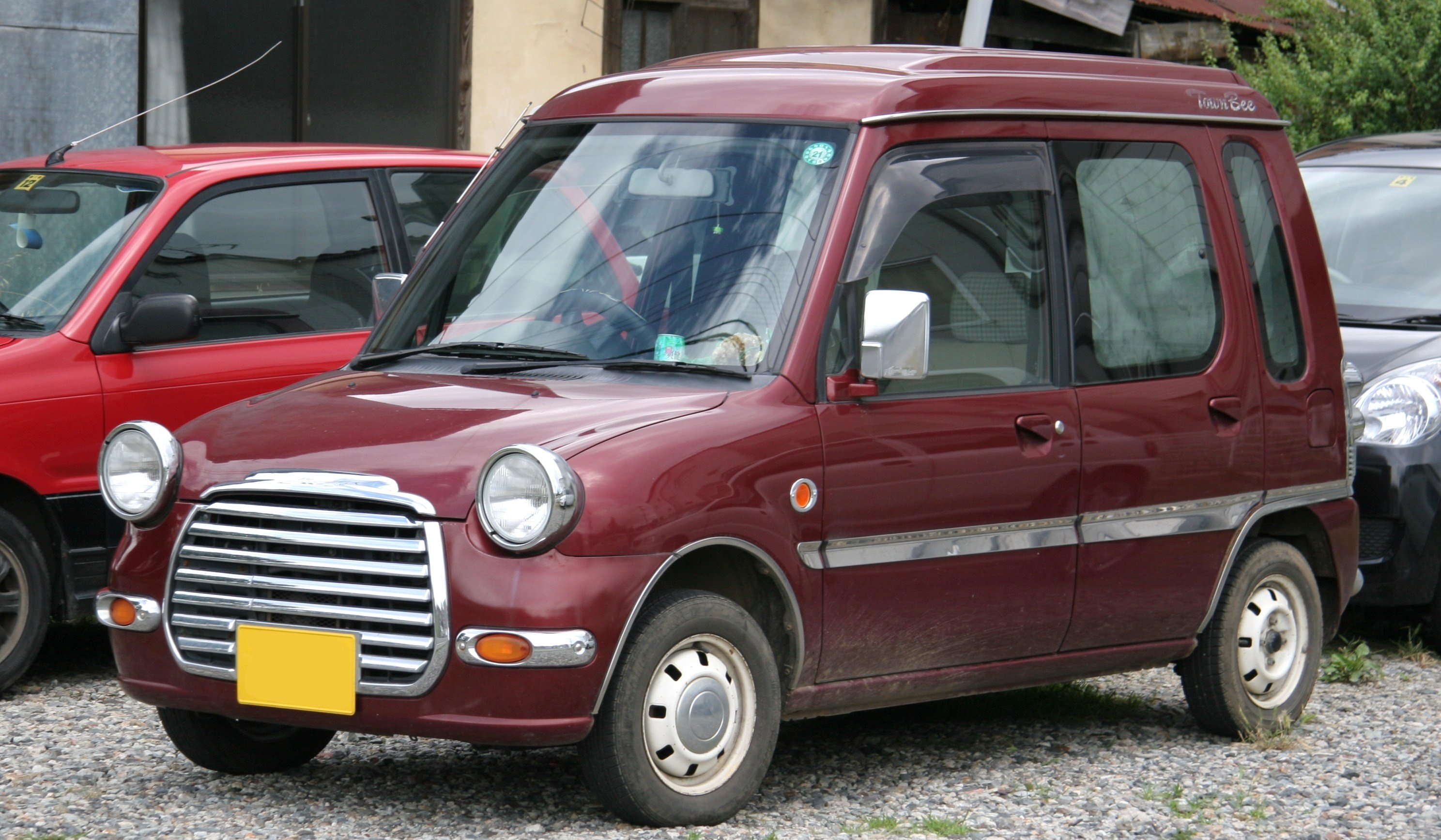
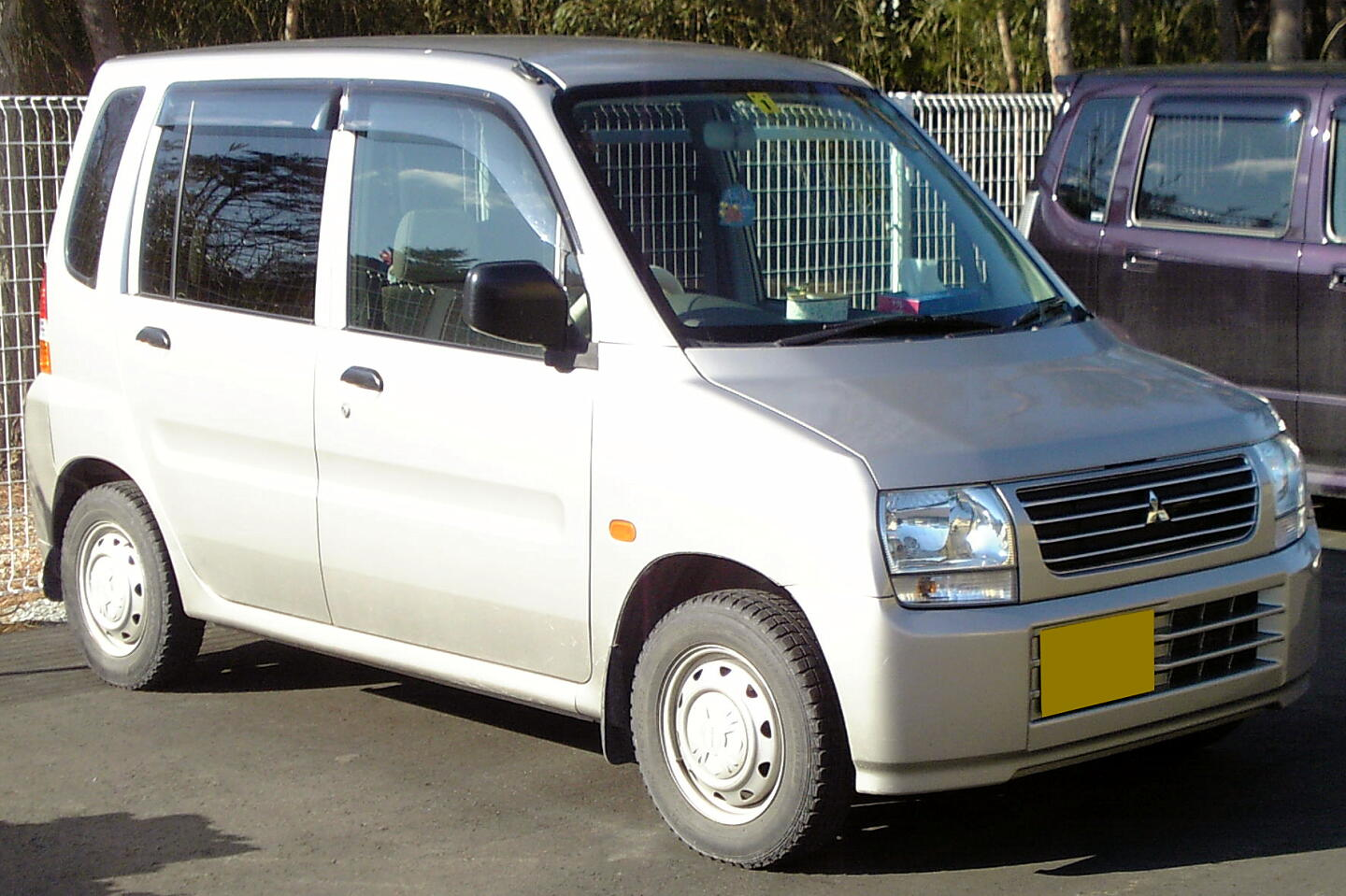
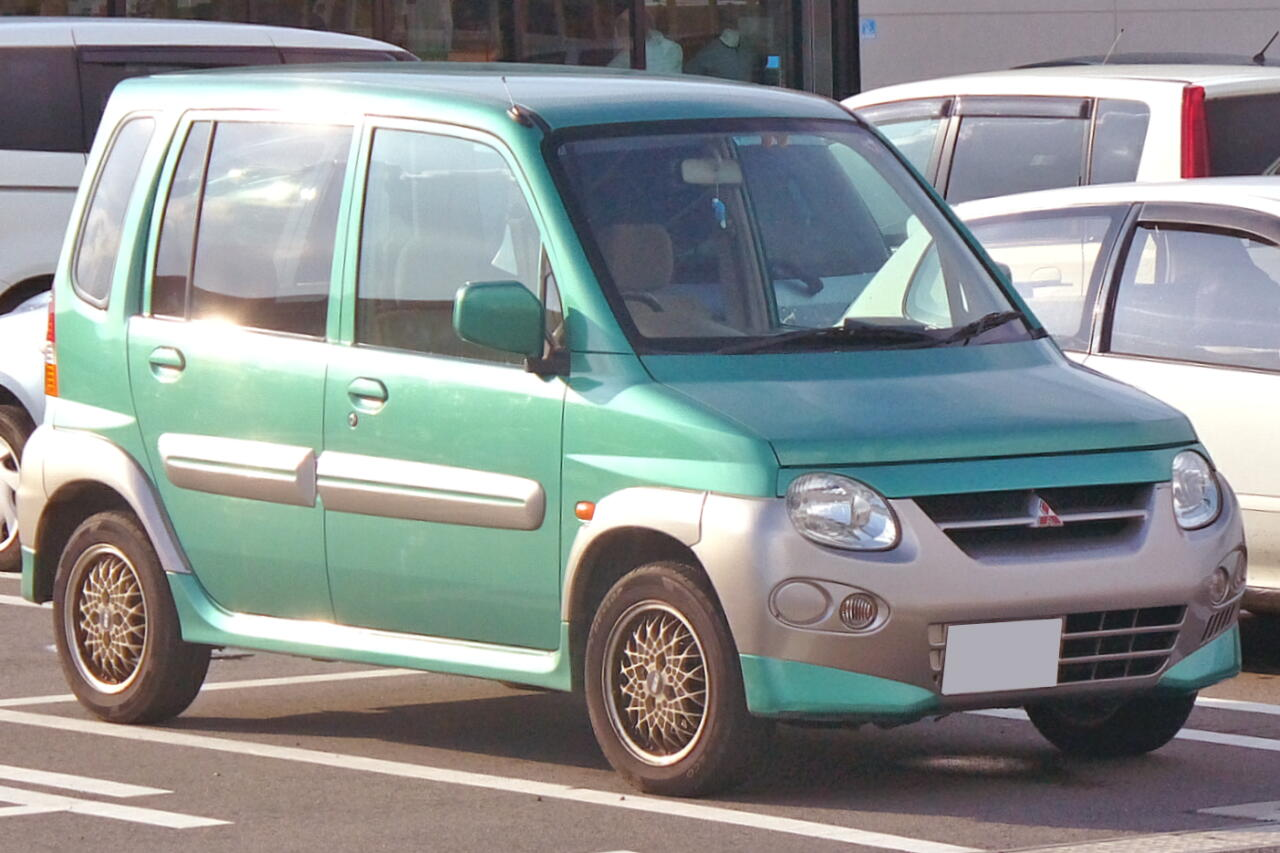
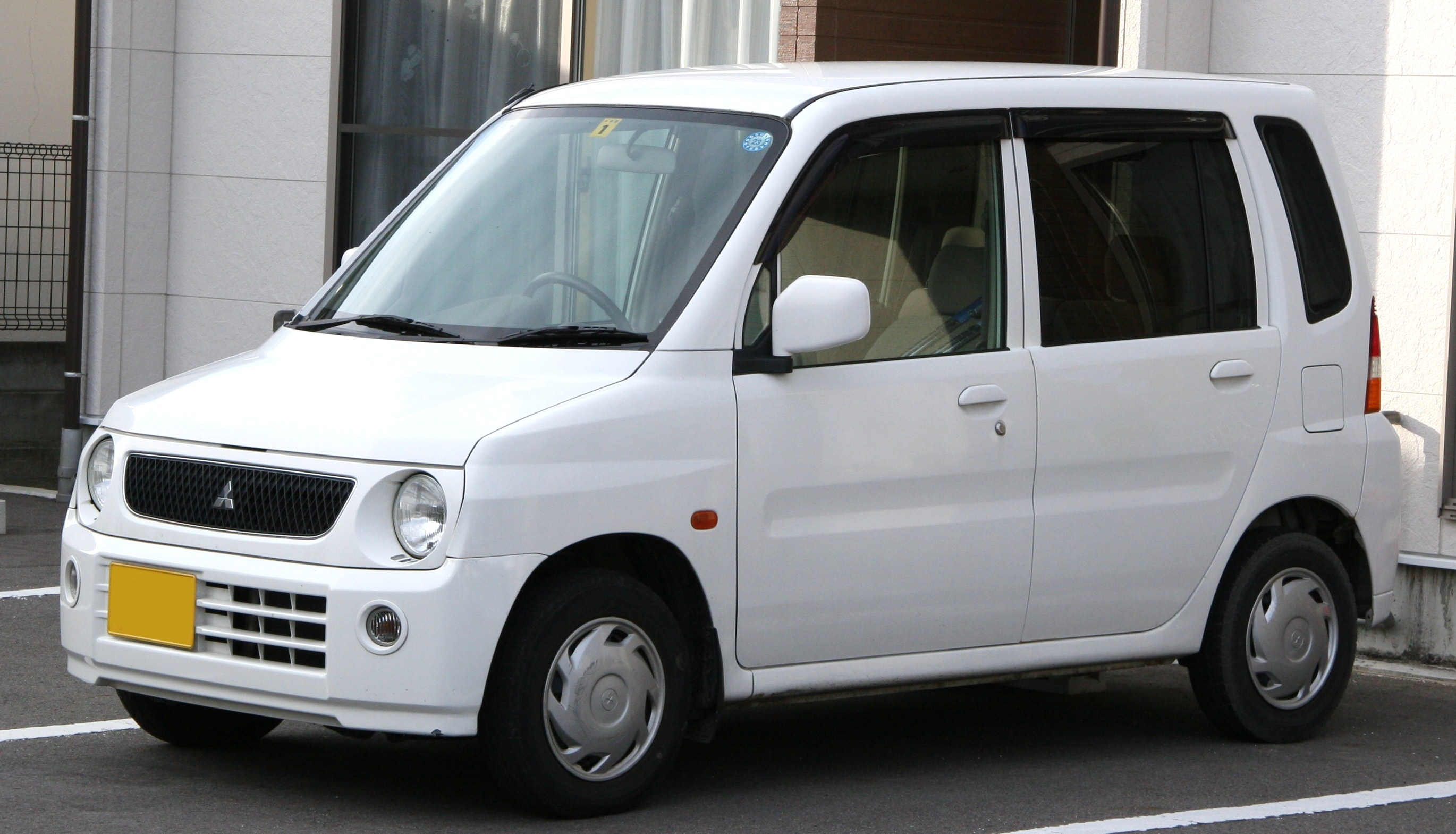